# Tillandsia espinosae
Tillandsia espinosae är en gräsväxtart som beskrevs av Lyman Bradford Smith. Tillandsia espinosae ingår i släktet Tillandsia och familjen Bromeliaceae. Inga underarter finns listade i Catalogue of Life.